# Liu Xiang (zwemster)
Liu Xiang (traditioneel Chinees: 劉湘, hanyu pinyin: Liú Xiāng) (Guangzhou, 1 september 1996) is een Chinees zwemster. Ze vertegenwoordigde de Volksrepubliek China op de Olympische Zomerspelen 2016 in Rio de Janeiro.

## Carrière
Liu begon op vijfjarige leeftijd met zwemmen. Haar beide ouders waren basketballers, maar introduceerden Liu op jonge leeftijd in de zwemsport. Ze was in eerste instantie niet geïnteresseerd in zwemmen in wedstrijdverband, maar kreeg meer interesse na het winnen van haar eerste jeugdtoernooi. Liu Xiang maakte haar internationaal debuut in 2015 bij de wereldkampioenschappen zwemmen 2015 in Kazan, Rusland. Op de 50 meter rugslag plaatste ze zich als vierde voor de finale, waarin ze de Australische Emily Seebohm voorbleef en het brons won. Haar landgenote Fu Yuanhui benaderde het wereldrecord en won de wereldtitel. Liu nam ook deel aan de 50 meter vrije slag, waarin ze als beste Chinese de halve finale haalde.
Een jaar na haar eerste deelname aan de wereldkampioenschappen werd Liu Xiang opgenomen in de Chinese zwemselectie voor de Olympische Zomerspelen 2016. Ze nam enkel deel aan de 50 meter vrij, aangezien de 50 meter rugslag niet olympisch is. In de series eindigde ze als achttiende. Liu kwam één tiende van een seconde tekort voor een plaats in de halve finale. In 2017 zwom ze bij de wereldkampioenschappen in Boedapest een nieuw persoonlijk record op de 50 meter vrij: in de halve finale kwam ze tot een tijd van 24,56. Later in het jaar kwam Liu bij de nationale kampioenschappen in China tot een tijd van 24,31, een nieuw nationaal en Aziatisch record. Het vorige record stond sinds 1994. In december 2017 werd Liu bij het internationale zwemgala van de FINA uitgeroepen tot "doorbraak van het jaar".
Op 21 augustus 2018 zwom Liu Xiang op de Aziatische Spelen 2018 in Indonesië een nieuw wereldrecord op de 50 meter rugslag. Met haar tijd van 26,98 was ze de eerste zwemster die onder de 27 seconden zwom. Landgenote Zhao Jing had het wereldrecord negen jaar lang in handen (27,06). Voorafgaand aan de wedstrijd lag bij Liu niet de focus op de rugslag: ze wilde zich aanvankelijk concentreren op een goede uitslag bij de 50 meter vrije slag. Op de 50 vrij won ze het zilver, achter de Japanse zwemster Rikako Ikee.

## Internationale toernooien
| Jaar | Olympische Spelen   | WK langebaan                       | WK kortebaan                                                        | Aziatische Spelen              |
| ---- | ------------------- | ---------------------------------- | ------------------------------------------------------------------- | ------------------------------ |
| 2014 |                     |                                    | 18e 50 m vrije slag 6e 4x50 m vrije slag 4e 4x50 m wisselslag       | geen deelname                  |
| 2015 |                     | 11e 50 m vrije slag · 50 m rugslag |                                                                     |                                |
| 2016 | 18e 50 m vrije slag |                                    | 19e 50 m rugslag 8e 4x50 m wisselslag 10e 4x50 m vrije slag gemengd |                                |
| 2017 |                     | 6e 50 m vrije slag                 |                                                                     |                                |
| 2018 |                     |                                    | 18e 50 m rugslag 6e 4x50 m vrije slag                               | 50 m vrije slag · 50 m rugslag |

## Persoonlijke records
Langebaan
| afstand         | tijd  | datum            | plaats  |
| --------------- | ----- | ---------------- | ------- |
| 50 m vrije slag | 24,32 | 4 augustus 2013  | Tianjin |
| 50 m rugslag    | 26,98 | 21 augustus 2018 | Jakarta |